# (816) Juliana
(816) Juliana – planetoida z pasa głównego asteroid okrążająca Słońce w ciągu 5 lat i 74 dni w średniej odległości 3 au. Została odkryta 8 lutego 1916 roku w Landessternwarte Heidelberg-Königstuhl w Heidelbergu przez Maxa Wolfa. Nazwa pochodzi od Juliany, królowej Holandii. Przed nadaniem nazwy planetoida nosiła oznaczenie tymczasowe (816) 1916 YV.